# Basidiòspora

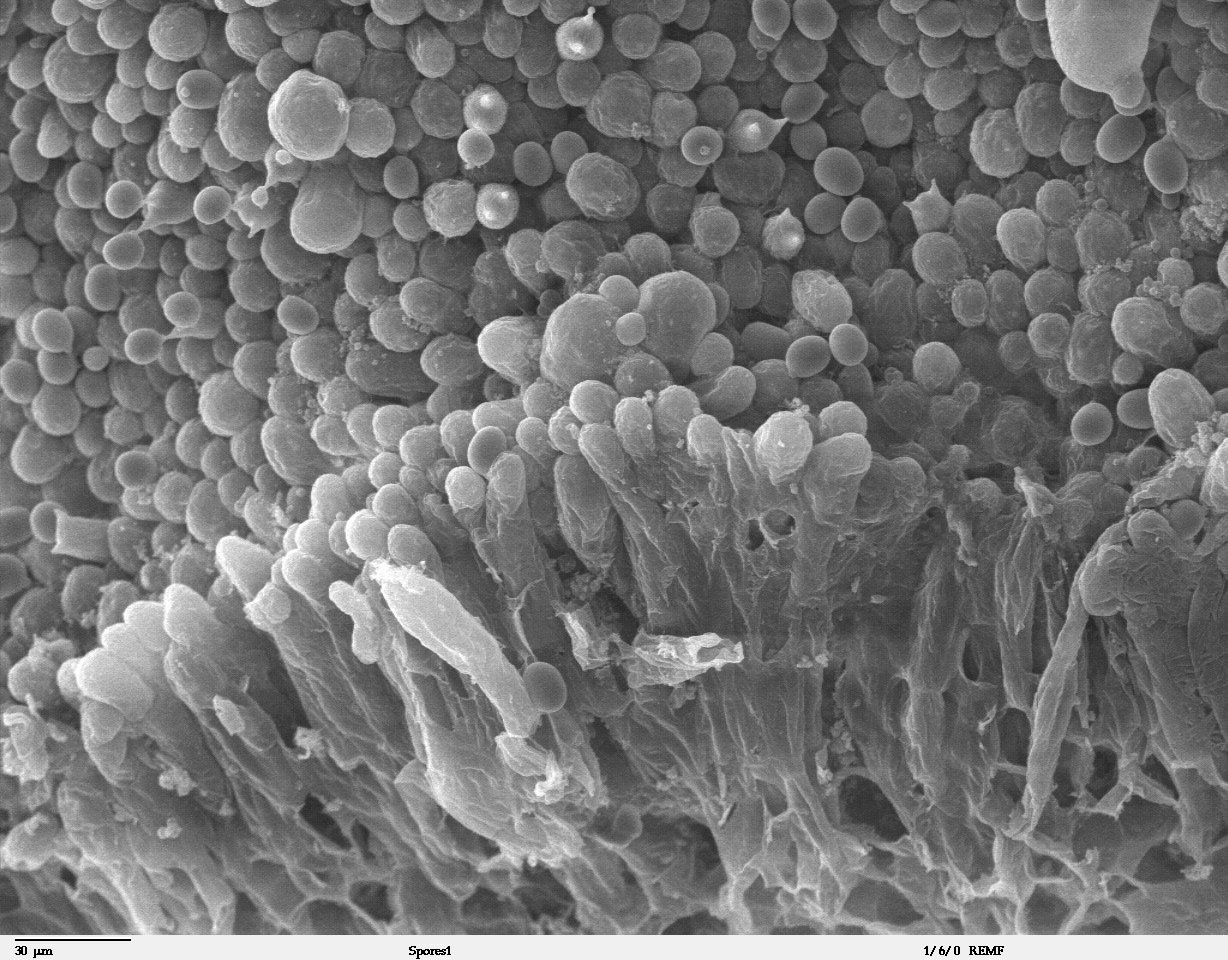
Xampinyó, Agaricus bisporus basidiospores

Una basidiospora és una espora reproductiva produïda per un fong basidiomicet. Cadascuna de les basidiospores típicament conté un nucli haploide que és producte de la meiosi, i ells estan produïts per cèl·lules fúngiques especialitzades anomenades basidis. La majoria de les basidiospores estan forçosament descarregades i es consideren així ballistospores.
Quan les basidiospores troben un substrat favorable, poden germinar, típicament formant hifes. Aquestes hifes creixen cap enfora de l'espora original, formant un cercle d'expansió amb miceli. La forma circular d'una colònia de fongs explica la formació de flotes circulars de bolets i també les lesions de la pell circulars. Algunes basidiospores germinen repetidament formant petites espores en lloc d'hifes.